# Населення Фолклендських Островів
Населення Фолклендських Островів. Чисельність населення країни 2015 року становила 2,9 тис. осіб (230-те місце у світі). Чисельність фолклендців стабільно зменшується, народжуваність 2015 року становила 10,9 ‰ смертність — 4,9 ‰ природний приріст — 0,01 % (193-тє місце у світі). 

## Природний рух

### Відтворення
Народжуваність на Фолклендських островах дорівнює 10,9 ‰ (оцінка 2012 року). Дані про коефіцієнт потенційної народжуваності відсутні.
Смертність на Фолклендських островах 2012 року становила 4,9 ‰.
Природний приріст населення в країні 2014 року становив 0,01 % (193-тє місце у світі). Очікувана середня тривалість життя 2012 року становила 77,9 року для чоловіків — 75,6 року, для жінок — 79,6 року.

## Розселення
Густота населення країни 2015 року становила 0,2 особи/км² (240-ве місце у світі). Незначне населення островів здебільшого концентрується навколо найбільшого поселення — Порт-Стенлі.

### Урбанізація
Фолклендські Острови високоурбанізована країна. Рівень урбанізованості становить 76,2 % населення країни (станом на 2015 рік), темпи зростання частки міського населення — 0,96 % (оцінка тренду за 2010—2015 роки).
Головні міста країни: Порт-Стенлі (столиця) — 2,0 тис. осіб (дані за 2014 рік).

### Міграції
Рівень річної міграції 2015 року невідомий. Цей показник не враховує різниці між законними і незаконними мігрантами, між біженцями, трудовими мігрантами та іншими.

## Расово-етнічний склад
| Етнічний склад (2012 рік) | Етнічний склад (2012 рік) | Етнічний склад (2012 рік) | Етнічний склад (2012 рік) | Етнічний склад (2012 рік) |
| ------------------------- | ------------------------- | ------------------------- | ------------------------- | ------------------------- |
| Етнос:                    |                           |                           | Відсоток:                 |                           |
| фолклендці                | фолклендці                |                           | 57%                       | 57%                       |
| британці                  | британці                  |                           | 24.6%                     | 24.6%                     |
| сентєленці                | сентєленці                |                           | 9.8%                      | 9.8%                      |
| чилійці                   | чилійці                   |                           | 5.3%                      | 5.3%                      |
| інші                      | інші                      |                           | 3.4%                      | 3.4%                      |

Головні етноси країни: фолклендці — 57 %, британці — 24,6 %, сентєленці — 9,8 %, чилійці — 5,3 %, інші — 3,4 % населення (оціночні дані за 2012 рік).

## Мови
| Мови Фолклендських островів (2016 рік) | Мови Фолклендських островів (2016 рік) | Мови Фолклендських островів (2016 рік) | Мови Фолклендських островів (2016 рік) | Мови Фолклендських островів (2016 рік) |
| -------------------------------------- | -------------------------------------- | -------------------------------------- | -------------------------------------- | -------------------------------------- |
| Мова:                                  |                                        |                                        | Відсоток:                              |                                        |
| англійська                             | англійська                             |                                        | 89%                                    | 89%                                    |
| іспанська                              | іспанська                              |                                        | 7.7%                                   | 7.7%                                   |
| інші                                   | інші                                   |                                        | 3.3%                                   | 3.3%                                   |

Офіційна мова: англійська — розмовляє 89 % населення островів. Інші поширені мови: іспанська — 7,7 %, інші мови — 3,3 % (оцінка 2006 року).

## Релігії
| Релігії Фолкленд (2012 рік) | Релігії Фолкленд (2012 рік) | Релігії Фолкленд (2012 рік) | Релігії Фолкленд (2012 рік) | Релігії Фолкленд (2012 рік) |
| --------------------------- | --------------------------- | --------------------------- | --------------------------- | --------------------------- |
| Віросповідання:             |                             |                             | Відсоток:                   |                             |
| християни                   | християни                   |                             | 66%                         | 66%                         |
| атеїсти                     | атеїсти                     |                             | 32%                         | 32%                         |
| інші                        | інші                        |                             | 2%                          | 2%                          |

Головні релігії й вірування, які сповідує, і конфесії та церковні організації, до яких відносить себе населення країни: християнство — 66 %, не сповідують жодної — 32 %, інші — 2 % (станом на 2012 рік).

## Освіта
Рівень письменності 2015 року становив 99 % дорослого населення (віком від 15 років): 99 % — серед чоловіків, 99 % — серед жінок.

## Охорона здоров'я
Дані про смертність немовлят до 1 року, станом на 2015 рік, відсутні.

### Захворювання
Кількість хворих на СНІД невідома, дані про відсоток інфікованого населення в репродуктивному віці 15—49 років відсутні. Дані про кількість смертей від цієї хвороби за 2014 рік відсутні.

## Соціально-економічне положення
Дані про відсоток населення країни, що перебуває за межею бідності, відсутні. Дані про розподіл доходів домогосподарств в країні відсутні. Рівень проникнення інтернет-технологій надзвичайно високий. Станом на липень 2015 року в країні налічувалось 3 тис. унікальних інтернет-користувачів (209-те місце у світі), що становило 98,3 % від загальної кількості населення країни.

### Трудові ресурси
Загальні трудові ресурси 2014 року становили 1,9 тис. осіб (228-ме місце у світі). Зайнятість економічно активного населення у господарстві країни розподіляється таким чином: аграрне, лісове і рибне господарства — 95 % (mostly sheepherding and fishing); промисловість, будівництво і сфера послуг — 5 % (1996). Безробіття 2010 року дорівнювало 4,1 % працездатного населення (38-ме місце у світі);

## Гендерний стан
Статеве співвідношення (оцінка 2015 року):
- загалом — 1,11 особи чоловічої статі на 1 особу жіночої[1]. На значне переважання осіб чоловічої статі впливає чисельний персонал британських військових баз, без його врахування співвідношення буде виглядати як 1,01 особи чоловічої статі на 1 особу жіночої.

## Демографічні дослідження
Демографічні дослідження в країні ведуться державними і науковими установами метрополії (Велика Британія).

### Українською
- Атлас. 10-11 клас. Економічна і соціальна географія світу / упорядники :  О. Я. Скуратович, Н. І. Чанцева. — К. : ДНВП «Картографія», 2010. — ISBN 978-966-475-639-3.
- Атлас світу / голов. ред. І. С. Руденко ; зав. ред. В. В. Радченко ; відп. ред. О. В. Вакуленко. — К. : ДНВП «Картографія», 2005. — 336 с. — ISBN 9666315467.
- Безуглий В. В. Економічна і соціальна географія зарубіжних країн : Навчальний посібник. — К. : ВЦ «Академія», 2007. — 704 с. — ISBN 978-966-580-239-6.
- Безуглий В. В., Козинець С. В. Регіональна економічна і соціальна географія світу : Навчальний посібник. — видання 2-ге, доп., перероб. — К. : ВЦ «Академія», 2007. — 688 с. — ISBN 966-580-144-9.
- Головченко В. І., Кравчук О. Країнознавство: Азія, Африка, Латинська Америка, Австралія і Океанія. — К., 2006. — 335 с. — ISBN 966-8939-04-2.
- Гудзеляк І. І. Географія населення: Навчальний посібник / І. Гудзеляк. — Л. : Видавничий центр ЛНУ імені Івана Франка, 2008. — 232 с. — ISBN 978-966-613-599-8.
- Дахно І. І. Країни світу: Енциклопедичний довідник / І. І. Дахно, С. М. Тимофієв. — К. : Мапа, 2011. — 606 с. — (Бібліотека нового українця) — ISBN 978-966-8804-23-6.
- Дахно І. І. Економічна географія зарубіжних країн : навчальний посібник. — К. : Центр учбової літератури, 2014. — 319 с. — ISBN 978-611-01-0682-5.
- Джаман В. О. Регіональні системи розселення: демографічні аспекти. — Чернівці : Рута, 2003. — 392 с. — ISBN 9665685988.
- Дорошенко Л. С. Демографія: Навчальний посібник. — К. : МАУП, 2005. — 112 с. — ISBN 966-608-442-2.
- Дубович І. А. Країнознавчий словник-довідник. — 5-те вид., перероб. і доп. — К. : Знання, 2008. — 839 с. — ISBN 978-966-346-330-8.
- Економічна і соціальна географія країн світу. Навчальний посібник / За ред. Кузика С. П. — Л. : Світ, 2002. — 672 с. — ISBN 966-603-178-7.
- Загальна медична географія світу / В. О. Шевченко [та ін.] — К. : [б.в.], 1998. — 178 с.
- Книш М. М., Мамчур О. І. Регіональна економічна і соціальна географія світу (Латинська Америка та Карибські країни, Африка, Азія, Океанія) : навч. посіб. — Л. : ЛНУ ім. Івана Франка, 2013. — 368 с. — ISBN 978-617-10-0007-0.
- Крисаченко В. С. Динаміка населення: Популяційні, етнічні та глобальні виміри. — К. : Видавництво Національного інституту стратегічних досліджень, 2005. — 368 с. — ISBN 966-554-083-1.
- Любіцева О. О., Мезенцев К. В., Павлов С. В. Географія релігій. — К. : АртЕК, 1999. — 504 с. — ISBN 966-505-006-0.
- Масляк П. О. Країнознавство. — К. : Знання, 2007. — 292 с. — (Вища освіта XXI століття)
- Масляк П. О., Дахно І. І. Економічна і соціальна географія світу / П. О. Масляк, І. І. Дахно ; за ред. П. О. Масляка. — К. : Вежа, 2003. — 280 с. — ISBN 966-7091-53-8.

### Російською
- (рос.) Фолклендские (Мальвинские) острова // Демографический энциклопедический словарь / главн. ред. Валентей Д. И. — М. : Советская энциклопедия, 1985. — 608 с.
- (рос.) Фолклендские (Мальвинские) острова // Латинская Америка. Энциклопедический справочник [в 2-х тт.] / Главный редактор В. В. Вольский. — М. : Советская энциклопедия, 1982. — Т. 2. К-Я. — 656 с.
- (рос.) Фолклендские (Мальвинские) острова // Страны и народы. Америка. Южная Америка / Редкол. : В. В. Вольский  (отв. ред.) и др. — М. : «Мысль», 1983. — 285 с. — (Страны и народы) — 180 тис. прим.
- (рос.) Атлас народов мира / Отв. ред. С. И. Брук и В. С. Апенченко. — М. : ГУГК ГГК СССР и Институт этнографии им. Н. Н. Миклухо-Маклая АН СССР, 1964. — 185 с. — 20 тис. прим.
- (рос.) Численность и расселение народов мира. Этнографические очерки / под ред. С. И. Брука. — М. : Издательство АН СССР, 1962. — 487 с.
- (рос.) Лаппо Г. М. География городов: Учебное пособие для географических факультетов вузов. — М. : Туманит, изд. центр ВЛАДОС, 1997. — 476 с. — ISBN 5-691-00047-0.
- (рос.) Ягельский А. География населения. — М. : Прогресс, 1980. — 383 с.